# La Bourboule
La Bourboule is een gemeente in het Franse departement Puy-de-Dôme in de regio Auvergne-Rhône-Alpes. De plaats maakt deel uit van het arrondissement Clermont-Ferrand. La Bourboule telde op 1 januari 2022 1.739 inwoners.

## Geografie
De oppervlakte van La Bourboule bedroeg op 1 januari 2022 12,74 vierkante kilometer; de bevolkingsdichtheid was toen 136,5 inwoners per km².

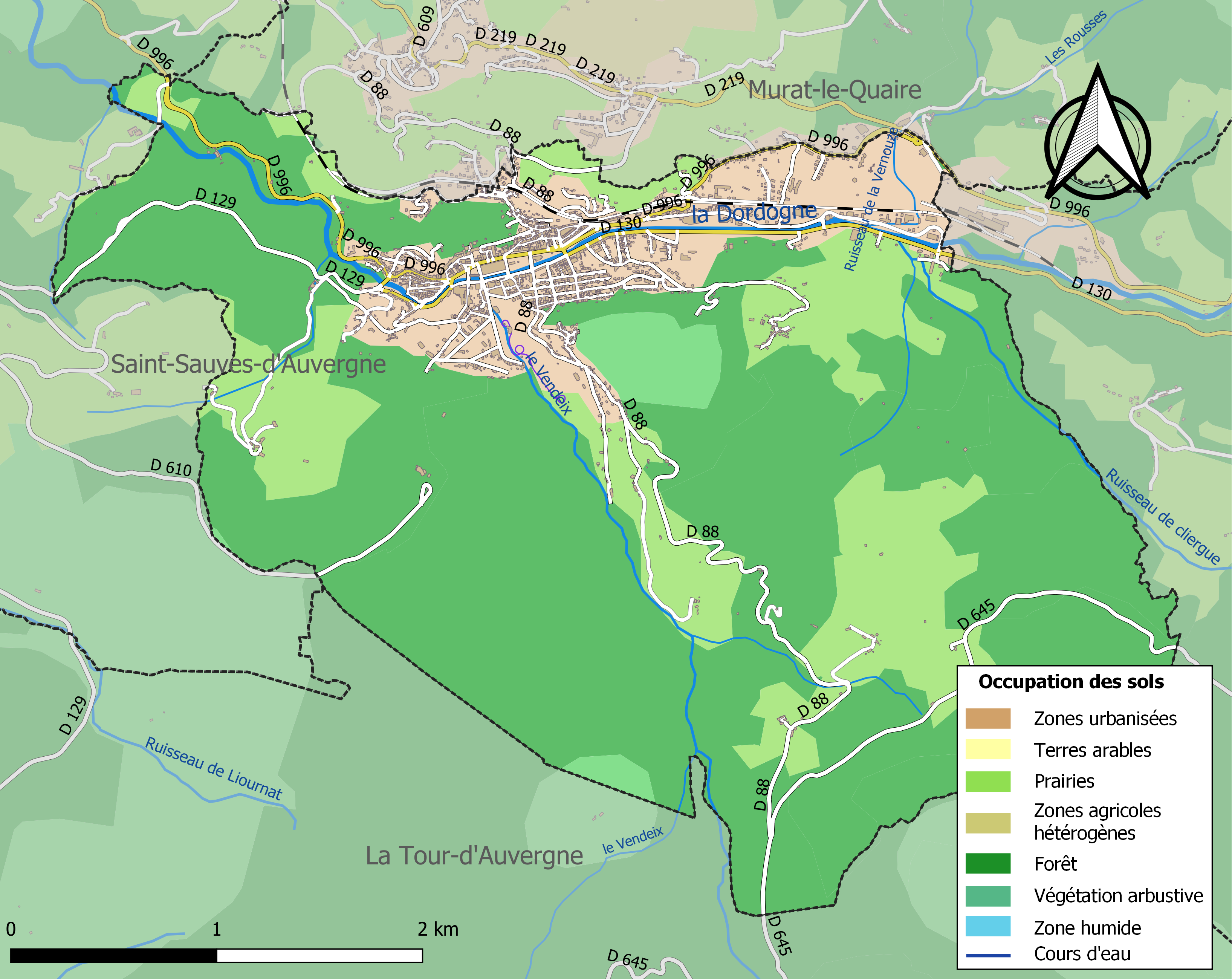
Kaart van de gemeente met belangrijkste infrastructuur, bodemgebruik en omliggende gemeenten

## Verkeer en vervoer
In de gemeente ligt spoorwegstation La Bourboule.

## Demografie
Onderstaande figuur toont het verloop van het inwonertal (bron: INSEE-tellingen).

## Bezienswaardigheden

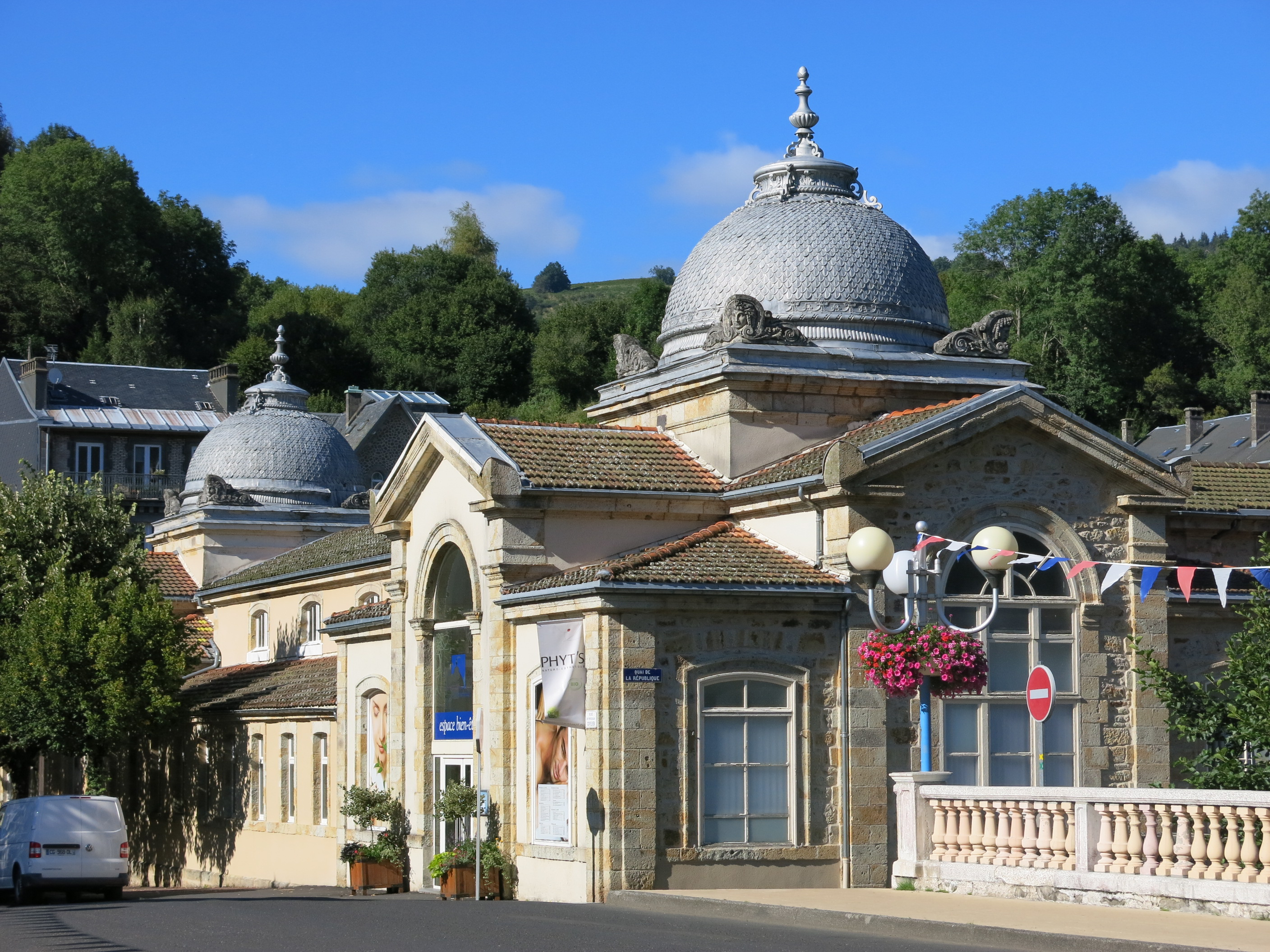
Grands Thermes

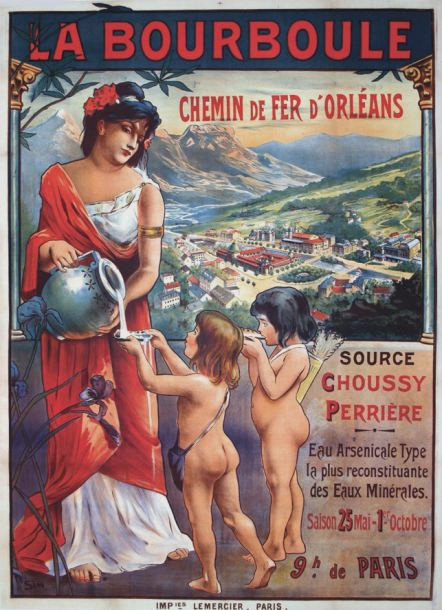
Affiche van de spoorwegmij. Paris-Orléans

- les Grands Thermes (1876-1877, architect Agis-Léon Ledru). De bouwstijl is gewild opvallend, het weelderige gebouw moest immers voorspoed symboliseren en de verbeelding prikkelen.

Het kuuroord van La Bourboule is gespecialiseerd in de behandeling van astma, van aandoeningen van de luchtwegen (bij kinderen en volwassenen) en van huidproblemen (eczeem, psoriasis). Het kuuroord kende zijn hoogtepunt tijdens het interbellum toen het een luxe clientèle mocht verwelkomen. 

## Sport
La Bourboule was één keer etappeplaats in wielerkoers Ronde van Frankrijk. In 1992 won de Ier Stephen Roche er een etappe.